# Władysław Mróz (oficer wywiadu)
Władysław Mróz (ur. 13 stycznia 1926 w Skałacie, zm. 27 października 1960 w Paryżu) – kapitan, oficer polskiego wywiadu zagranicznego (Departament I MSW), po ucieczce na Zachód w 1959 roku zdradził powierzone mu tajemnice, m.in. agenta umieszczonego wewnątrz izraelskiej służby bezpieczeństwa wewnętrznego (Szin Bet) Lucjana Leviego. W październiku 1960 roku został odnaleziony we Francji i zamordowany.

## Wojna i ZSRR
Urodzony w 1926 roku pochodził z byłych kresów wschodnich. Po wybuchu II wojny światowej jako trzynastoletni chłopiec uciekł wraz z rodzicami do Związku Radzieckiego.
Według niektórych historyków w 1944 roku pojawił się w Kujbyszewie, gdzie rozpoczął jako jeden z najmłodszych słuchaczy kurs wywiadowczy w tamtejszej szkole Ludowego Komisariatu Spraw Wewnętrznych. Jednak według historyka wywiadu Witolda Bagieńskiego nie jest to prawdą, choć Mróz wojnę rzeczywiście spędził w Związku Radzieckim.

## Powrót do Polski
Po zakończeniu wojny powrócił do Polski, gdzie w 1950 roku po latach służby w Milicji Obywatelskiej rozpoczął pracę w wywiadzie Ministerstwa Bezpieczeństwa Publicznego.

## Służba w wywiadzie
Często wyjeżdżał do Szwecji, posługując się fałszywym paszportem obywatela jednego z krajów zachodnich. Następnie od 1950 do 1953 roku Mróz, korzystając z oficjalnego statusu kuriera Ministerstwa Spraw Zagranicznych, podróżował do Wielkiej Brytanii i Izraela.
Odbierał pocztę dyplomatyczną oraz materiały wywiadowcze uzyskane od oficerów obsługujących z ramienia ambasad miejscowe siatki szpiegowskie.
Według zbiegłego na Zachód w 1967 roku oficera Departamentu I MSW podpułkownika Janusza Kochańskiego w latach 1947–1949 Mróz pełnił ważną funkcję w organizowaniu siatek nielegałów na terenie państw skandynawskich.
Przez pewien czas był też adiutantem (oraz pupilem) ówczesnego szefa wywiadu pułkownika Witolda Sienkiewicza.
Zdobyte doświadczenie i zaufanie spowodowało, iż Mrozowi jako jednemu z małej grupy oficerów powierzono (z pomocą i pod kierownictwem funkcjonariuszy radzieckich) w 1953 roku zorganizowanie struktur wywiadu nielegalnego. Nadzorował też szpiega w Izraelu.
Poza rutynową służbą w Wydziale I Departamentu VII MBP Mróz wykładał także popołudniami w Szkole Oficerskiej dep. VII, mieszczącej się w Warszawie przy ulicy Długiej.

## Wyjazd do Francji
W tym czasie Mróz ożenił się z kobietą urodzoną we Francji. Przyjechała ona do Polski wraz z falą powojennej reemigracji. Zniechęcona surowymi warunkami życia coraz bardziej tęskniła za powrotem do Francji. W połowie lat pięćdziesiątych Mróz kierował już wszystkimi najistotniejszymi operacjami Wydziału I Departamentu I Komitetu ds. Bezpieczeństwa Publicznego. Prawdopodobnie wówczas zdecydował się ostatecznie na opuszczenie Polski wraz z żoną. Ze względu na służbę w polskim wywiadzie i pozyskane informacje nie mógł spodziewać się zgody na emigrację jego czteroosobowej rodziny, dlatego też, poczynając od 1957 roku, zaczął czynić starania o wyjazd do Francji w charakterze nielegała. W tym samym czasie zaczęły się problemy ze zdrowiem. Mróz miał chore płuca, ale był tak zdeterminowany, by wyjechać do Francji, że na rutynowe spotkanie z lekarzem wysłał zaufanego kolegę. W połowie 1959 roku Mróz wraz z całą rodziną znalazł się we Francji, gdzie jego misją było nadzorowanie siatek nielegalnych polskiego wywiadu, podległych Wydziałowi Ia Departamentu I Ministerstwa Spraw Wewnętrznych, w którym Władysław Mróz nieoficjalnie służył. Po przybyciu do Francji Mróz wraz z żoną i dwójką dzieci zamieszkał w położonej na północnych przedmieściach Paryża  dzielnicy Epinay-sur-Seine, w domu przy ulicy Dunkerque 37, i wkrótce rozpoczął pracę jako fotograf.

## Przeciek i decyzja o ucieczce
Mimo że Mrozowie przybyli do Francji z zamiarem uzyskania stałego pobytu, według francuskich źródeł policyjnych nie chcieli występować z wnioskiem o przyznanie im azylu politycznego do momentu otrzymania rozkazu powrotu do Warszawy. Przyczyną były wiadomości uzyskane przez kontrwywiad francuski (DST) o bliżej niesprecyzowanych powiązaniach Mroza z niektórymi strukturami polskiego wywiadu. Źródłem tych informacji, jak pisał Thierry Wolton w swojej pracy pt. Le KGB en France (Paris: Bernard Grasset, 1986), miał być "oficer polskiego wywiadu, który jakiś czas temu zbiegł do Stanów Zjednoczonych". Wymienił on między innymi Mroza jako oficera pracującego w charakterze kuriera dyplomatycznego Ministerstwa Spraw Zagranicznych PRL. O prawdziwej przynależności służbowej kurierów MSZ-etu, wiedział zapewne każdy funkcjonariusz polskiego wywiadu, była to bowiem standardowa procedura stosowana przez większość krajów. Informacja zatem mogła pochodzić od uciekinierów z Zarządu II Sztabu Generalnego Wojska Polskiego (czyli wywiadu wojskowego sztabu generalnego) – mjr. Seweryna Wilfa, kpt. Sochaczewskiego, ppłk. Brabdla, jak również (co wydaje się bardziej prawdopodobne) niedoszłego uciekiniera z Tokio, podpułkownika Bryna - lub wysokiego oficera Departamentu I MSW ppłk. Michała Goleniewskiego, który w kwietniu 1958 roku rozpoczął anonimową współpracę z Centralną Agencją Wywiadowczą CIA. Według Thierry’ego Woltona formalne czynności sprawdzające zostały przeprowadzone przez miejscową prefekturę policji, dysponującą nazwiskami pochodzącymi z kartoteki prowadzonej przez Wydział VII Sûreté Générale, ściśle współpracujący z kontrwywiadem DST. Podczas wizyty policjantów Mróz poprosił o bezpośrednią rozmowę z wysokim przedstawicielem Dyrekcji Nadzoru Terytorium, przewieziono go zatem do centrali kontrwywiadu na Rue des Saussaies.

## Azyl i przekazane informacje
W centrali francuskiego kontrwywiadu Mróz wyznał, że jest kapitanem Wydziału I polskiego wywiadu i złożył formalny wniosek o przyznanie azylu politycznego.
Następne kilka dni spędził na przesłuchaniach, podczas których zdradził najcenniejsze z powierzonych mu tajemnic. Zostały one uznane przez kierownictwo DST za informacje wielkiej wagi.
Ujawnił on m.in., że w gabinecie naczelnika Wydziału IV (wywiad na terenie Europy Zachodniej i Watykanu) Departamentu I MSW widział zdjęcia wielu wyższych urzędników DST,  w tym szefa sekcji radzieckiej, komisarza André Guerina, co wskazywałoby na poważną infiltrację tej instytucji przez służby specjalne Układu Warszawskiego.
Ponadto opisał niezwykle skuteczną metodę łącznikowania tajnych współpracowników, stosowaną przez kadrowych oficerów wywiadu polskiego na terenie Francji. Jednak największe znaczenie miały dane identyfikujące agenturę prowadzoną przez nielegałów. W samej tylko Francji pracowało na rzecz Departamentu I MSW ponad 20 osób.
Marceli Wieczorek, były oficer Departamentu I MSW, stwierdził m.in.:

(...) Mróz wsypał nie jakąś tam zwykłą agenturę (...) To byli prawdziwi francuscy patrioci, lewicowcy, ludzie należący do elity politycznej, kulturalnej, gospodarczej, mający dojścia do premiera, ministrów, a nawet samego Charles’a de Gaulle’a. Budowano te kontakty latami (...) Od tamtego czasu nasz wywiad już nigdy nie miał nad Sekwaną tej rangi współpracowników i życzliwych osób (...)

Poza agentami i informatorami pracującymi we Francji Mróz wyjawił organom kontrwywiadu francuskiego  nazwiska niektórych ludzi pracujących dla polskiego wywiadu w Izraelu i Wielkiej Brytanii. Niewątpliwie najważniejszym z nich był funkcjonariusz izraelskiej służby bezpieczeństwa wewnętrznego (Szin Bet, in. Szabak) - Lucjan Levi.

## Przewerbowanie
Na prośbę DST informatorów polskiego wywiadu ujawnionych przez Mroza  na terenie Francji, Izraela i Wielkiej Brytanii nie zatrzymywano. Dyrekcja Nadzoru Terytorium (tj. DST) postanowiła wykorzystać kapitana Mroza w roli podwójnego agenta. W konsekwencji, nie zapewniono Mrozowi osobistej bezpośredniej ochrony, a oficerowie francuskiego kontrwywiadu spotykali się z nim w warunkach ścisłej konspiracji, nie częściej niż raz na dwa tygodnie.

## Przeciek z Francji
Według Janusza Kochańskiego, innego oficera polskiego wywiadu, który pracował w Wydziale Ia, zajmującym się obsługą logistyczną wywiadu nielegalnego Departamentu I MSW, a następnie przystał na współpracę z CIA (prawdopodobnie w 1964 roku), pierwsze alarmujące informacje o niezidentyfikowanym przecieku we Francji Departament I MSW otrzymał latem 1960 roku z radzieckiego KGB. KGB za pomocą swojej rezydentury w Paryżu prowadziła ponad pięćdziesięciu agentów Osobowych źródeł informacji uplasowanych m.in. w centralnych organach politycznych, w Ministerstwie Obrony, w Ministerstwie Marynarki Wojennej w Sztabie Generalnym, w MSZ oraz wewnątrz francuskich służb specjalnych i policji, głównie: SDECE, DST oraz  GIZ/RG. Wynikało z nich, że dane otrzymane przez Francuzów dotyczą głównie funkcjonowania sieci nielegałów. Na początku polski kontrwywiad (Departament II Ministerstwa Spraw Wewnętrznych) próbował połączyć przeciek z aresztowanym już oficerem Zarządu II Sztabu Generalnego Wojska Polskiego (wywiad wojskowy) podpułkownikiem Jerzym Brynem. Jednak po dokładniejszym śledztwie poszukiwania zawężono do personelu Wydziału I Departamentu I MSW. Pracując wówczas w bliźniaczym Wydziale Ia, Janusz Kochański wspominał – 

(...) Każdy był podejrzany oprócz Mroza, uważano nawet, że w wyniku przecieków we Francji może mu grozić niebezpieczeństwo ze strony francuskiego kontrwywiadu.
(...) Postanowiliśmy zatem odwołać Mroza do Polski. Wszyscy byliśmy jednak zdziwieni, gdyż wciąż opóźniał swój przyjazd do kraju, usprawiedliwiając to różnorodnymi przyczynami, m.in. chorobą żony, ciążą z trzecim dzieckiem itd. Pomimo nadzwyczaj trudnej sytuacji operacyjnej ignorował większość rozkazów centrali warszawskiej. W końcu upewniliśmy się, że informacje docierające na Zachód nie mogły pochodzić od nikogo innego jak od kapitana Władysława Mroza. Decyzja była szybka, Mróz powinien zostać zlikwidowany zanim zdradzi wszystko i wszystkich, o ile już tego nie uczynił.

Stwierdzenia Janusza Kochańskiego potwierdził inny oficer Departamentu I MSW - pułkownik Marceli Wieczorek.

## Plan i likwidacja
Początkowo rozważano wariant porwania Mroza z Francji, wycofano się z niego ze względu na większe prawdopodobieństwo pozostawienia śladów. Szczegóły akcji opracował Henryk Sokolak, późniejszy dyrektor Departamentu I MSW, a wówczas zastępca dyrektora dep. I. Plan zatwierdził ówczesny dyrektor Departamentu I pułkownik Witold Sienkiewicz. Podstawowym warunkiem przeprowadzenia skutecznej akcji likwidacyjnej miało być podstępne skłonienie Mroza do opuszczenia prawdopodobnej strefy obserwacji francuskiego kontrwywiadu. Pretekstem była przekazana przez centralę w październiku 1960 roku nieprawdziwa wiadomość o poważnym wypadku jego ojca. Kilka dni później nieprzypadkowo Mróz natknął się w Paryżu na swego starego przyjaciela z Warszawy. Pragnąc przekazać mu list do rodziców, umówił się z nim późnym wieczorem na następne spotkanie w czwartek 27 października 1960 roku. W czasie tego spotkania postanowiono dokonać likwidacji. Lokalny nadzór nad całą akcją objął ówczesny rezydent polskiego wywiadu we Francji. Nie uczestniczył on jednak w samej akcji likwidacji Mroza, podejmując w celu odwrócenia uwagi DST  uroczystym obiadem polskiego parlamentarzystę.
W umówionym miejscu czekali na niego już egzekutorzy, został wciągnięty do samochodu i wywieziony na wysypisko śmieci w okolicy robotniczej dzielnicy Argenteuil. Zlikwidowany przez Zdzisława Pachowskiego funkcjonariusza SB.
Przybyła na miejsce paryska policja stwierdziła obecność nad prawym uchem denata śmiertelnej rany wywołanej użyciem broni palnej kalibru 7.62. Przy zlikwidowanym W. Mrozie znaleziono parę gazet, w tym wydawanego przez francuską Polonię „Narodowca”, rachunki za zdjęcia  oraz sześć franków.